# Pseudoligosita dolichosiphonia
Pseudoligosita dolichosiphonia är en stekelart som först beskrevs av Lin 1994.  Pseudoligosita dolichosiphonia ingår i släktet Pseudoligosita och familjen hårstrimsteklar. Inga underarter finns listade i Catalogue of Life.